# 尼洛·佩萨尼亚
尼洛·普罗科皮奥·佩萨尼亚（Nilo Procópio Peçanha，1867年10月2日—1924年3月31日），巴西政治家，里约热内卢州州长(1903至1906年)。1906年当选副总统，在1909年阿丰索·佩纳总统去世后接任到1910年。
| 前任： 阿丰索·佩纳                        | 巴西总统         | 繼任： 赫耳墨斯·罗德里格斯·达·丰塞卡           |
| 前任： 阿丰索·佩纳                        | 巴西副总统       | 繼任： 无、最终由文塞斯劳·布拉斯·佩雷拉·戈麦斯 |
| 前任： Quintino Antônio Ferreira de Sousa | 里约热内卢州州长 | 繼任： Chaves de Oliveira Botelho              |